# Каапер
Каапер або Ка-апер (єгипет. k3 ʿpr), також відомий як Шейх Ель-Белед («Сільський староста») — давньоєгипетський писар і жрець, що жив на рубежі IV—V династій (близько 2500 рік до н. е.). Попри своє невисоке положення, відомий завдяки своїй майстерній дерев'яній статуї.

## Біографія
Про життя Каапера відомо мало. Його титули включали «херіхеб» (єгипет. ẖrj-ḥ3b-ḥr.j-tp і «армійський переписувач фараона» (може вказувати на якусь військову кампанію в Палестині) .

## Гробниця

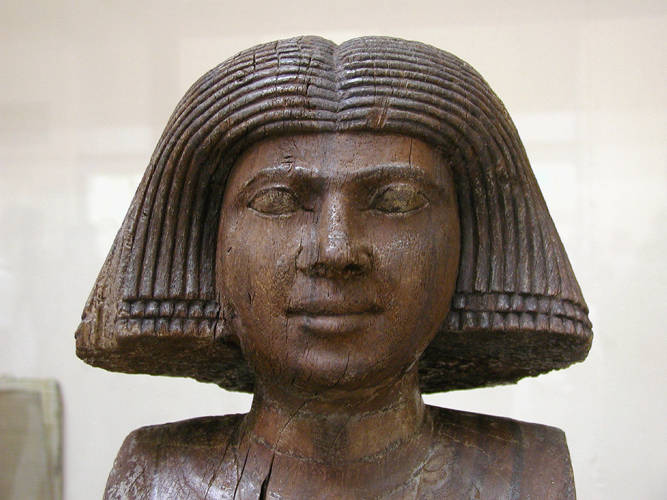
Жіночий бюст з мастаби Каапера

Його мастаба («Saqqara C8») виявлена в 1860 році Огюстом Маріетт в Саккарському некрополі, на північ від ступінчастої піраміди Джосера. В ході розкопок єгипетські робітники виявили статую і, мабуть, під враженням від її реалістичності називали Шейх ель-Белед (арабською «Сільський староста»), угледівши схожість статуї з місцевим старійшиною . Статуя заввишки 112 см вирізана з деревини сикомора і в наші дні виставлена в Каїрському Єгипетському музеї (CG 34). Статуя зображує крокуючого повного чоловіка з палицею в руці. Кругле, спокійне обличчя виглядає реалістично завдяки очам, виконаним з гірського кришталю і невеликих мідних пластинок. Можливо, біла пляма на оці є першою згадкою катаракти в історії медицини.
Ця статуя є прикладом високого рівня майстерності реалістичного зображення, досягнутого в кінці IV династії. Знайдена в цій же мастабі дерев'яна статуя жінки (CG 33) могла належати дружині Каапера.